# 6924 Fukui
6924 Fukui (1993 TP) là một tiểu hành tinh nằm phía ngoài của vành đai chính được phát hiện ngày 8 tháng 10 năm 1993 bởi K. Endate và K. Watanabe ở Kitami.